# William Grant Stairs
 (mai 2009).
Améliorez-le ou discutez des points à vérifier. 
William Grant Stairs (1er juillet 1863 – 9 juin 1892) est un explorateur canado-britannique, soldat, et un aventurier qui eut un rôle majeur dans deux des expéditions les plus controversées dans l'histoire de la colonisation de l'Afrique.

## Études
Né à Halifax en Nouvelle-Écosse, sixième enfant et troisième garçon de John Stairs et Mary Morrow, il est inscrit comme étudiant à la Fort Massey Academy de Halifax, puis à l'école Merchiston Castle à Édimbourg en Écosse, et au Royal Military College of Canada à Kingston en Ontario (étudiant n°52).

## Carrière
Après avoir reçu un diplôme d'ingénieur, Stairs passe trois années à travailler pour le New Zealand Trigonometrical Survey en Nouvelle-Zélande septentrionale. En 1885, il accepte l'offre d'un poste d'officier de commission auprès des Royal Engineers britanniques en poste à Chatham en Angleterre. En 1891, il fut transféré au Régiment gallois.

## L'expédition Stairs au Katanga

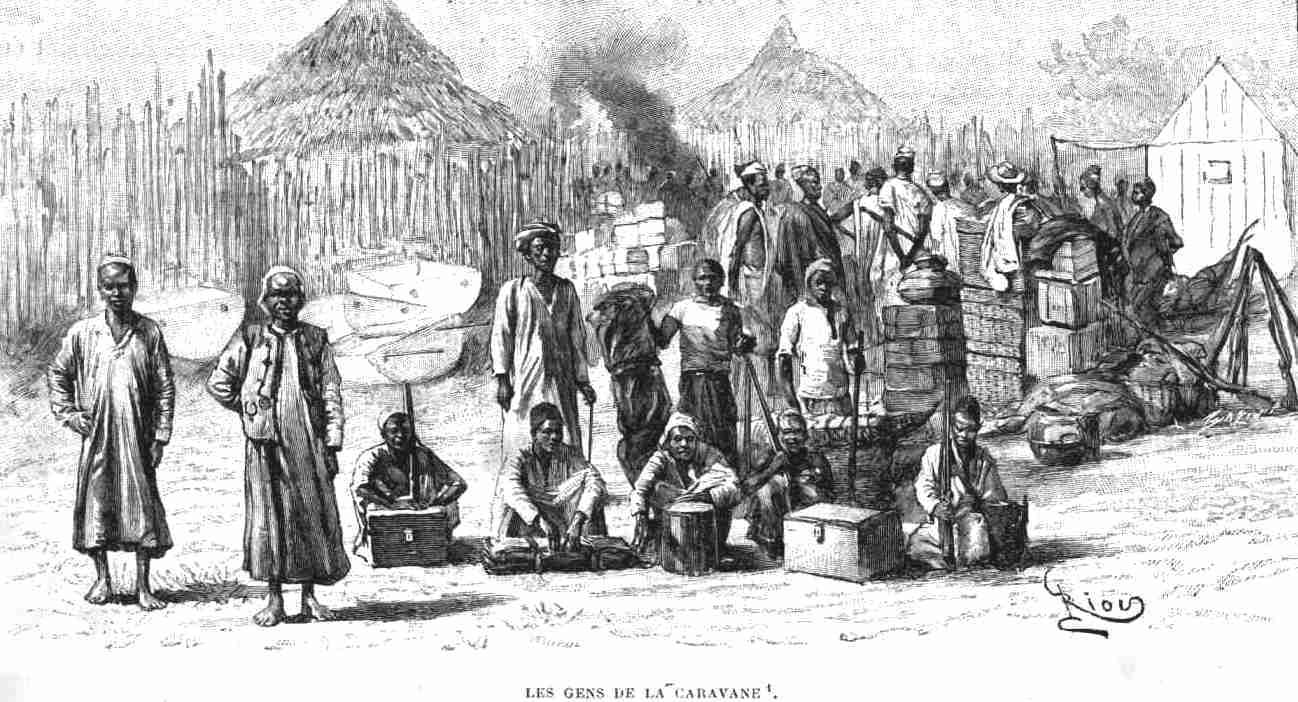
Expédition de William Grant Stairs. (1891). Les hommes avec fusils de chasse et de guerre sont des askaris, les autres sont des porteurs, l'homme en veste est probablement un nyampara (surveillant ou chef). De petits bateaux (Au fond à gauche) ont été apportés pour traverser les fleuves. Des balles de tissu servent aux échanges contre de la nourriture et pour obtenir la permission de traverser les territoires des chefs.

En 1891, sur recommandation de Henry Morton Stanley, Stairs se mit au  service du Roi Léopold II de Belgique pour prendre la tête d'un mission pour s'emparer du Katanga, également connu sous le nom de Garanganze, ce avec ou sans l'accord du puissant roi du pays, Msiri. Léopold marqua son accord quant à cette expédition, faisant confiance à Stairs qu'il savait de la même trempe que Stanley, avec une capacité à obéir au mieux aux ordres donnés.
L'expédition Stairs fut une mission montée avec 400 mercenaires sous pavillon de l'État indépendant du Congo, armée de 200 des fusils les plus modernes de l'époque. Les hommes de Msiri avaient des mousquets à chargement par la gueule. L'expédition fut bien organisée et Stairs gagna rapidement le respect et la loyauté de ses officiers et des chefs (des superviseurs zanzibarites). L'expédition fut cependant plus légère que la précédente, Stairs n'étant accompagné que de deux autres officiers. Ils étaient en compétition face aux expéditions de la British South Africa Company de Cecil Rhodes, arrivant du sud, et dont deux expéditions précédentes n'avaient pu prendre possession du pays de Msiri. Stairs et Joseph Moloney, le médecin britannique de l'équipe, étaient inquiets d'une éventuelle altercation avec une expédition britannique, mais réaffirmèrent leur attachement à leur employeur, Léopold II.

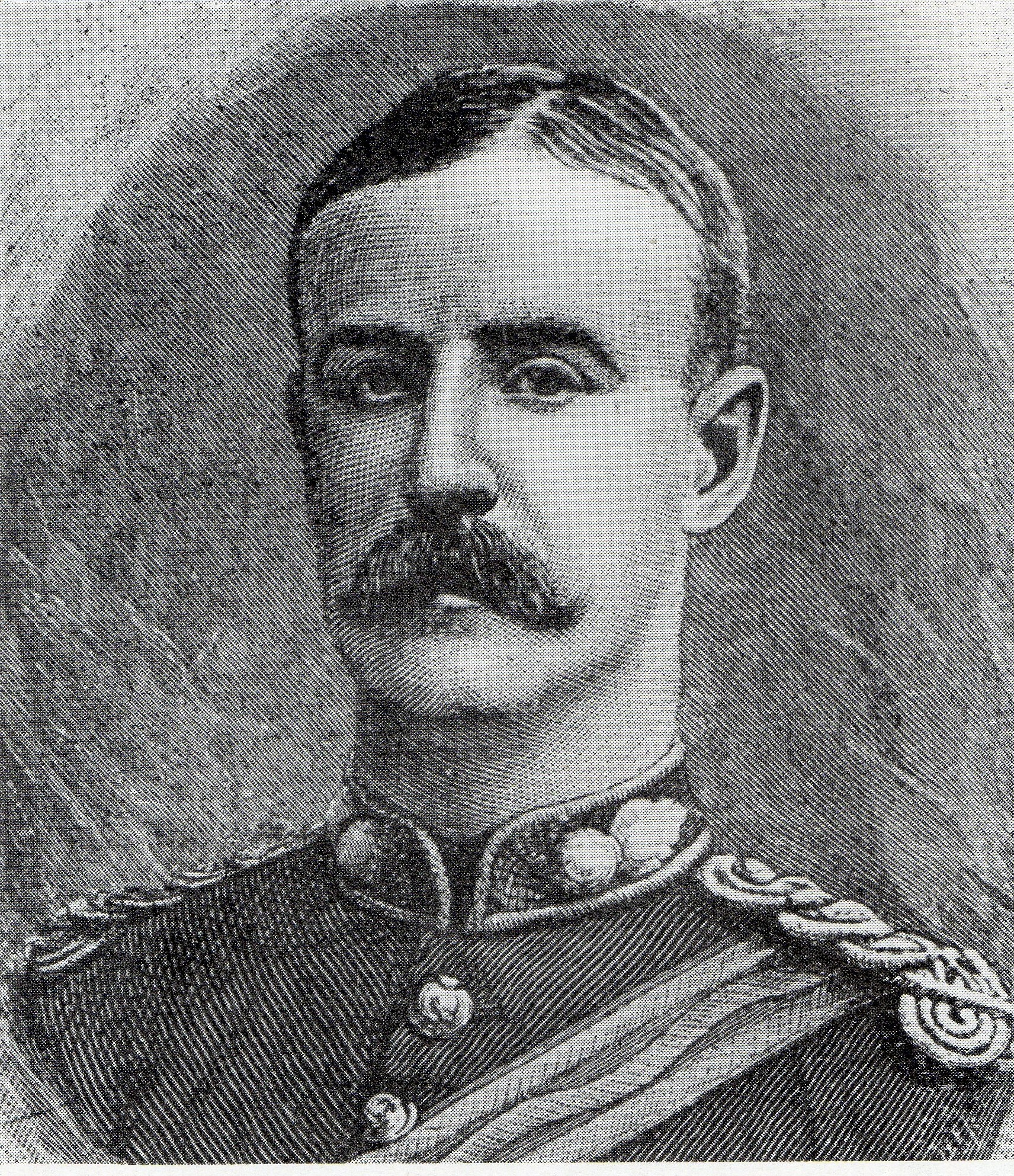
William E. Stairs.

L'expédition Stairs est notamment connue pour l'assassinat de Msiri. Après trois jours de négociations sans progrès, Stairs lança à Msiri un ultimatum pour la signature du traité le lendemain, le 20 décembre 1891. Msiri ne se présentant pas, il envoya son adjoint le capitaine Omer Bodson pour arrêter Msiri, resté chez lui. Bodson l'abattit, et une lutte se produisit, au cours de laquelle Bodson fut tué. L'expédition récupéra ses morts et blessés vers le camp de Stairs, ainsi que le corps de Msiri. Ils coupèrent la tête de Msiri et la mirent en évidence pour donner une leçon barbare à l'attention de son peuple. Certains des guerriers du Garanganze furent massacrés par les askaris de l'expédition, alors que la plupart prirent la fuite.
Stairs reprit le corps de Msiri à ses frères et son fils adoptif, Makanda Bantu, que Stairs installa pour remplacer Msiri, et qui signa le traité d'allégeance à Léopold II en tant que souverain. Les deux frères refusèrent de se soumettre jusqu'à ce que Stairs envoya Moloney en les menaçant du même sort que Msiri.
La tradition orale du peuple du Garanganze affirme que l'expédition garda la tête de Msiri,. Il souffrit de la malaria au long du mois de janvier 1892. Après avoir été relevé par une autre expédition, l'expédition Stairs se mit en route pour le voyage de retour vers Zanzibar. Stairs continuait d'être malade, mais retrouva sa santé en mai. Sur le vapeur descendant le bas-Zambèze, il eut une nouvelle attaque de malaria dont il mourut le 9 juin 1892. Il est enterré au cimetière européen de Chinde au Mozambique, à l'embouchure du Zambèze.
Seuls 189 des 400 hommes de l'expédition revinrent à Zanzibar, un an après l'avoir quitté, les autres ayant succombé ou dans une moindre mesure déserté. Le Katanga fut intégré à l'État indépendant du Congo, qui fut lui-même légué à la Belgique conformément au testament du roi mort en 1909. Mais c'est du vivant de celui-ci, dès 1908, que le parlement belge vota l'annexion à la suite de la campagne contre les exactions perpétrées par le régime de Léopold II. Au début du XXe siècle alors que l'industrie se développait au Katanga, certains Britanniques de la Rhodésie du Nord, qui avaient perdu la course au Katanga, considéraient Stairs comme un mercenaire et un traître à l'Empire britannique.

## Commémoration
Le capitaine Stairs est commémoré au Royal Military College of Canada, à St. George's Cathedral de Kingston en Ontario et la cathédrale de Rochester près de Chatham en Angleterre. Un collections d'artefacts de ses expéditions africaines se trouvent à Fort Frederick et au musée McCord à Montréal au Québec. Ses journaux sont conservés aux Archives publiques de Nouvelle-Écosse au Canada.

### Sources premières
The North American Review/Volume 147/Issue 385/Is Stanley Dead|Scholars in 1888 discuss whether Stanley's disappearance during the Emin Pasha Relief Expedition means that he had died.
- Jephson, A. J. Mounteney : Diary, Edited by Dorothy Middleton, Hakluyt Society, 1969
- Stanley, Henry Morton : In Darkest Africa, 1890

### Travaux seconds
- Daniel Liebowitz; Charles Pearson : The Last Expedition: Stanley's Mad Journey Through the Congo, 2005,  (ISBN 0-393-05903-0)
- Moorehead, Alan : The White Nile, London, 1960, 1971
- Smith, Iain R. : The Emin Pasha Relief Expedition 1886-1890, Oxford University Press, 1972
- Gould, Tony : In Limbo: The Story of Stanley's Rear Column, David & Charles 1980  (ISBN 0-241-10125-5)